# Umkhonto
 (août 2017).
Si vous disposez d'ouvrages ou d'articles de référence ou si vous connaissez des sites web de qualité traitant du thème abordé ici, merci de compléter l'article en donnant les références utiles à sa vérifiabilité et en les liant à la section « Notes et références ».
Le Umkhonto est un missile sol-air courte et moyenne portée sud-africain. 
Il a été conçu dans les années 1990 par Denel pour neutraliser différentes menaces aériennes (drones, avions de combat, missiles de croisière, missiles antinavires). Couplé à un ensemble de radars de détection et de guidage, il est capable d'engager plusieurs cibles simultanément en cas d'attaque saturante.
Il est disponible dans différentes versions, à guidage passif (infrarouge courte et moyenne portée) ou actif (radar moyenne portée).

## Utilisateurs
- Marine sud-africaine Umkhonto IR sur les frégates de type Valour

- Forces maritimes finlandaises Umkhonto IR sur les navires d'attaque Hamina et les chasseurs de mines Hämeenmaa

- Forces navales algériennes Umkhonto IR sur les frégates Meko A-200AN.